# Крстови од времена
Крстови од времена су дрвени или метални крстови који се, према древном обичају, постављају на раскршћима, поред путева или на њивама, у циљу заштите од временских непогода, попут града и олује. Овај обичај је сачуван из давне прошлости, а у Јадру се очувао и за време ропоства под Османлијама, па све до друге половине 20 века. Крстови од времена и слични обреди представљали су апотропејоне чија је улога била заштита од удара грома. Као стара религијско-друштвена обичајна пракса, обичај подизања крстова од времена уврштен је у Национални регистар нематеријалног културног наслеђа Србије.

## Временске прилике и крстови од времена
Израда крстова од невремена настао је као део „заштиног механизма” на осну изграђеног веровања и интензивног страха, прво код сеоског, а касније и градског становништва, од тога да ће се „десити нешто лоше” за време временских непогода. На ово је добрим делом утицала и сама Црква проповедањем да ће се „десити нешто лоше” уколико се не поштује религијски оквири црквених празника, и обављају многе делатности у пољу.
Временом профана и сакрална стварност ступајући у међусобне зависности, развила је жељу код верујућег човека да се заштити од муње као светлосна појава, која се често називала „светлица”, и повезиване су са многим чудима. Ове визуелне и акустичке атмосферска појава, заједно се кишом, градом и невременом постала су кроз народну традицију не само предмет поштовања, већ и симбол друштвених сила, којих народ није свестан, али осећа њихово деловање посредством онога што се дешава у природи. Тако настала свест и осећање код предак у Србији изазивале су необичне представе, и утицале да они потраже неку врсту заштите од времеснких непогода. Поштујући религијске оквире и и изражавајући тежњу за заштитом почели су у неким крајевима Србије да се подижу крстови дуж путева раскрсница, знаменитих места на којима се окупљап народ, као нека врста заштите с једне стране од „божје казне” за учињене грехове а са друге као физичка заштита од невремена и грома.

## Веровање
Према народном веровању „опасност” од временских непогода, нарочито од града и удара грома, се по заједницу повећава од Ђурђевдана (6. мај), а највећа је у јулу, од Ивањдана, Петровдана до почетка августа, односно Илиндана. После тога, око Преображења (19. август) када се веровало да се природа „преображава” и да се припрема „долазак” зиме, све је мање табуисаног понашања и магијских радњи усмерених ка заштити усева. Према Душану Бандићу, опасности од града никада нису били изложени само појединци и њихова имања, него сва домаћинства унутар сеоске заједнице. У крајевима северозападне Србије и данас су видни одређени симболи, међу којима су и крстови од времена. Они су подизани на раскрсницама, у областима Рађевине, Јадра и Мачве, почевши од Спасовдана (40 дана после Ускрса, у четвртак). Према речима Марије Шћекић Марковић, вишег кустоса етнолога-антрополога Музеје Јадра, обичај постављања крстова од времена постоји још од паганских времена, преко средњег века, српске средњовековне државе, а задржао се у Јадру, односно Зворничком Санџаку, али и у ослобођеној Србији, кроз све династије и све идеологије.
У савременим народно-религијским представама, верује се да ови крстови највероватније, према савременим народно-религијским представама, обезбеђују 
- физичке заштите путника у пољу, за време невремена,
- бољи род,
- здравље и добробит укућана, становника једног дела села („мале“) или читаве сеоске заједнице.

Подизање крста представљало је у многим заједницама и добар пример јединства сељана и њихове слоге унутар те заједнице, јер је изградња крста повезивала људе и чинила их јединственим и безбденим. За оне који би порушили крст, народ је веровао да би ту особу кад тад задесила велика несрећа.

## Изглед
Крстови од времена обично се праве од дрвета или метала. Могу бити једноструки, двоструки и троструки, висине од 2 до 8 метара.

## Народни обичаји око крста
Уобичајено је да се око Крста од времена окупљају мештани за сеоску славу, вече пред Петровдан када се пале лиле, као и на Бадње јутро пред полазак у сечу бадњака. Такође, за Божић поред ових крстова се пале бадњаци, а понекад се и игра (нпр надигравање у „колу" за дукат“).

## Сличне појаве
Сличан обичај постојао је и околини Београда, где су на ограде око кућа и привредних зграда постављани крстићи начињени од леске. Крстови од времена и крстићи од леске представљали су апотропејоне чија је улога била да заштите од удара грома.